# Fusió (Star Trek: Voyager)
"Fusió" (títol original en anglès "Meld") és el setzè episodi de la segona temporada i el 32è del total de la sèrie de televisió de ciència-ficció estatunidenca Star Trek: Voyager. El guió va ser escrit per Michael Piller, i dirigit per Cliff Bole. L'episodi es va emetre a UPN el 5 de febrer de 1996.
Ambientada al segle XXIV, la sèrie segueix les aventures de la tripulació de la Flota Estel·lar i els Maquis de la nau estel·lar USS Voyager després de quedar encallats al Quadrant Delta a desenes de milers d’anys llum de distància de la resta de la Federació. En aquest episodi, un tripulant és assassinat a bord de la nau estel·lar Voyager. Tuvok investiga i s'introdueix el personatge Suder. Tanmateix, quan Tuvok duu a terme una fusió mental vulcaniana, les coses es compliquen encara més.

## Argument
Un membre de la tripulació anomenat Darwin és trobat mort i una investigació aviat descobreix un assassinat. Es descobreix que Lon Suder, un Betazoide, el va matar perquè no li agradava com Darwin el mirava.
Per descobrir el raonament darrere de l'acte, aparentment sense sentit, de Suder, Tuvok inicia una fusió mental amb Suder. Això fa que els impulsos violents de Suder es transfereixin al Vulcan, donant a Suder una sensació de calma en fer que Tuvok experimenti impulsos violents incontrolables: fins i tot ataca una forma hologràfica de Neelix. Finalment, Tuvok es confina a uns allotjaments i s'allunya del deure, ja que no pot controlar els seus impulsos violents. El Doctor intenta curar Tuvok dels seus impulsos forçant les seves emocions a sortir a la llum. Això falla i Tuvok aconsegueix escapar. Troba Suder amb la intenció d'executar-lo, esperant que això el satisfaci. Suder convenç Tuvok de no matar-lo i, en canvi, fa fusions mentals per intentar recuperar el control emocional. Aquesta fusió deixa en Tuvok inconscient, permetent a Suder notificar-ho a la tripulació. Més tard, el Doctor vigila Tuvok, amb l'esperança que, com que es va controlar prou per no matar Suder, s'està recuperant.
Mentrestant, Tom Paris organitza una reserva per apostar racions de replicadors sobre quin serà el recompte de partícules radiogèniques. Quan Chakotay se n'assabenta, tanca la reserva i confisca les racions de replicadors.

## Actors convidats
- Brad Dourif - Lon Suder[2]
- Angela Dohrmann - Ricky
- Simon Billig - Hogan

## Producció
Cliff Bole va dirigir aquest episodi diverses setmanes després d'haver dirigit la seva primera entrega de Voyager, "Apagar el foc". Recordant l'actuació de Tim Russ aquí, Bole va declarar: "Hi vam treballar molt junts, i després un parell de vegades vaig dir: 'Endavant'. Aquestes van resultar ser les preses que vam conservar".
L'arc del personatge de Lon Suder continua i acaba a les parts I i II de "Mínims", que uneixen les temporades dos i tres. Moments després de citar aquesta entrega (en comú amb "Signes vitals") com una de les dues "fórmules d'estalvi de diners", Michael Piller va explicar: "Vam estalviar grans quantitats de diners en aquestes i és perquè estaven contingudes".)
Al final de la tercera temporada, Tim Russ va citar aquest episodi com una de les quatre o cinc entregues de les tres primeres temporades en què les "defenses de Tuvok s'han trencat" i "ha perdut el control", com a "Catexis" i "Salt enrere".

## Recepció
"Fusió" va rebre una qualificació Nielsen de 5,1 quan es va emetre el 1996.
Den of Geek va incloure aquest episodi, juntament amb "Signes vitals", "Desig de morir" i "Punt mort" de la segona temporada, com a guia abreujada de visionat de Star Trek: Voyager. Screen Rant va classificar "Fusió" com un dels cinc millors episodis de la sèrie, elogiant-lo per abordar "qüestions difícils de la naturalesa humana" però assenyalant les seves similituds amb l'episodi de The X-Files "Beyond the Sea" que també va incloure Brad Dourif. A io9, aquest episodi va ser catalogat com un dels episodis "imprescindibles" de la segona temporada de la sèrie. The Digital Fix va dir que l'enfrontament de Tuvok amb Suder va ser la millor escena de la segona temporada i va elogiar l'actuació de Brad Dourif com a Suder.